# Empire (revistă)
Empire este o revistă britanică dedicată lumii cinematografice, publicată lunar de Bauer Consumer Media (parte grupului Bauer Media Group din Hamburg). De la prima ediție din iulie 1989, revista a fost editată de Barry McIlheney și publicată de Emap, apoi Bauer a achiziționat Emap Consumer Media la începutul anului 2008.
Aceasta este cea mai bine vândută revistă de cinematografie din Regatul Unit și, de asemenea, mai este publicată în Statele Unite, Australia, Turcia, Rusia și Portugalia. Revista Empire organizează anual gala premiilor Empire Awards (sponsorizată inițial de Sony Ericsson, iar din 2009 de Jameson Whiskey). Premiile sunt acordate în baza voturilor cititorilor revistei.

## Redactori
Empire a avut de-a lungul timpului zece redactori:
- Barry McIlheney (edițiile 1 – 44)
- Phil Thomas (edițiile 45 – 72)
- Andrew Collins (edițiile 73 – 75)
- Mark Salisbury (edițiile 76 – 88)
- Ian Nathan (edițiile 89 – 126)
- Emma Cochrane (edițiile 127 – 161)
- Colin Kennedy (edițiile 162–209) (Will Lawrence a fost redactor a 12 ediții în timp ce Colin Kennedy a absentat)
- Mark Dinning (edițiile 210 – 304). A părăsit redacția revistei în iulie 2014.[4]
- Morgan Rees (edițiile 306 - 315)
- Terri White (începând de la ediția 318)[5]
  - Steven Spielberg (redactor invitat pentru ediția aniversară cu numărul 20 din iunie 2009)[6][7]
  - Sam Mendes (redactor invitat pentru ediția specială dedicată filmului Spectre, în septembrie 2015).